# Георг (Пфалц-Зимерн)
Георг фон Зимерн (на немски: Georg von Simmern; * 20 февруари 1518; † 17 май 1569, Зимерн) от род Вителсбахи (линия Пфалц-Зимерн-Спонхайм), е пфалцграф и от 1559 до 1569 г. херцог на Пфалц-Зимерн.

## Живот
Георг е син на херцог Йохан II фон Зимерн (1492 – 1557) и съпругата му маркграфиня Беатрикс фон Баден (1492 – 1535), дъщеря на маркграф Христоф I от Баден (1453 – 1527) и Отилия фон Катценелнбоген (1451 – 1517). По-малък брат е на курфюрст Фридрих III (* 1515; † 1576) от Пфалц.
Още на осем години той получава първите си територии, от които през 1539 г. се отказва, понеже става евангелист. Вероятно около 1540 г. Георг сключва морганатичен брак с Елизабет Хайгер (направена благородничка като Елизабет фон Розенфелд). С нея той има двама сина Адам († сл. 1598) и Георг († сл. 1598), които на 21 декември 1566 г. във Виена са признати за легитимни и са издигнати от императора на благородници под името Господари на Рауеншпург/господари фон Равенсбург.
Известно време Георг живее с фамилията си в дворец Биркенфелд. Той постъпва на военна служба при крал Филип I от Испания. През 1559 г. става наследник на брат си като херцог на Зимерн.
На 9 януари 1541 г. Георг с жени за Елизабет фон Хесен (* 4 март 1503, Марбург; † 5 януари 1563, Лауинген), вдовица на пфалцграф и херцог Лудвиг II фон Цвайбрюкен и Велденц (1502 – 1532), дъщеря на ландграф Вилхелм I фон Хесен (1466 – 1515) и Анна фон Брауншвайг-Волфенбютел (1460 – 1520). Те имат един син Йохан фон Зимерн (* 7 октомври 1541; † 28 януари 1562, погребан в Майнц).
Георг умира на 17 май 1569 г. на 51 години в Зимерн, където е погребан във фамилната гробница в църквата „Св. Стефан“.